# Zbigniew Paliwoda
Zbigniew Józef Paliwoda pseud. „Jur”  (ur. 4 października 1929 w Krakowie, zm. 20 grudnia 2016 w Mogilanach) – polski żołnierz, działacz powojennego podziemia antykomunistycznego w ramach VI kompanii Zgrupowania Partyzanckiego „Błyskawica” dowodzonego przez Józefa Kurasia ps. „Ogień”.

## Życiorys

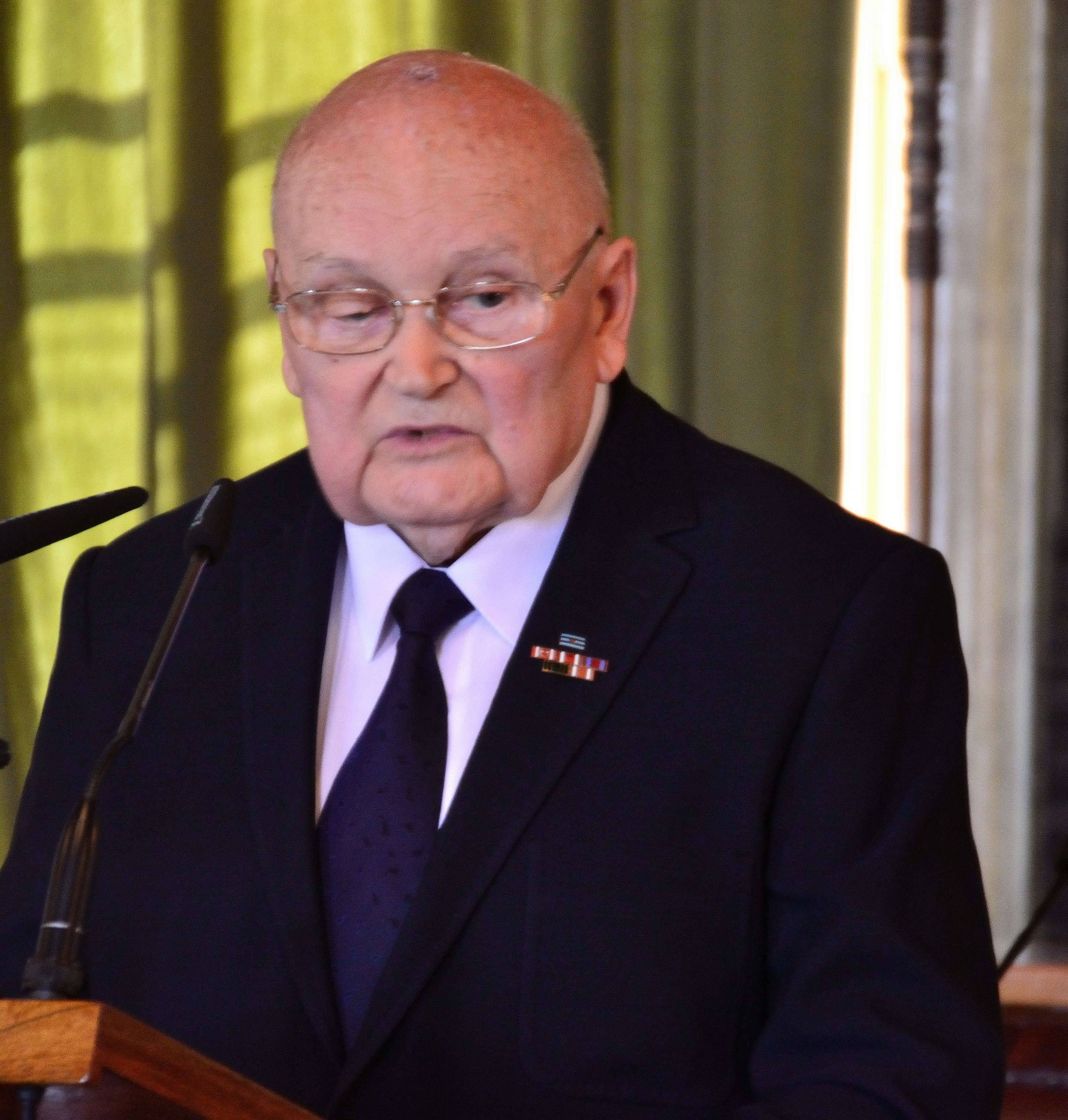
Zbigniew Paliwoda Świadkiem Historii (2014)

Jako uczestnik podziemia antykomunistycznego brał udział między innymi w akcji rozbicia więzienia św. Michała w Krakowie i uwolnieniu 64 więźniów – 18 sierpnia 1946.
W 2014 został laureatem nagrody „Świadek Historii”. 6 listopada 2015 został odznaczony przez prezydenta RP Andrzeja Dudę Krzyżem Komandorskim Orderu Odrodzenia Polski (wręczenie orderu nastąpiło 5 lutego 2016).